# Magersari (Ngablak)
Magersari is een bestuurslaag in het regentschap Magelang van de provincie Midden-Java, Indonesië. Magersari telt 1604 inwoners (volkstelling 2010).